# 路爾治·雷米
路爾治·雷米（法語：Loïc Rémy，法語發音：[lɔik ʁemi]；1987年1月2日—），法國職業足球員，現時效力於土超球會里澤體育，曾是法國國家隊成員，司職前鋒。他被其前領隊德尚稱讚為速度和力量兼備，而且擁有龐大潛力。